# Ариф Мамедов
Ариф Мамедов (азерб. Arif Məmmədov; 16 сентября 1977, Гянджа, Азербайджан — 6 августа 2025, Трабзон, Турция) — азербайджанский мастер боевых искусств, 3-кратный чемпион мира и 5-кратный чемпион Европы по карате.
Ариф Мамедов был президентом Федерации Карате Шотокан в Азербайджане и вице-президентом Европейской федерации восточных единоборств.
Скончался 6 августа 2025 года в Трабзоне.